# José Neto
José António Conceiçāo Neto (5 d'octubre de 1935 - 6 de juliol de 1999)  va ser un futbolista portuguès que va jugar com a migcampista defensiu al Benfica.

## Carrera de club
Va formar part de les seves victòries a la Copa d'Europa a les campanyes 1960–61 i 1961–62. Va jugar com a titular la final de la Copa d'Europa de 1961, que el Benfica va guanyar contra el FC Barcelona per 3 a 2 al Wankdorf Stadium de Berna, la primera final de la Copa d'Europa que jugaven qualsevol dels dos equips.
També va jugar com a titular la final de la Copa d'Europa de 1965, que el Benfica va perdre contra l'Inter de Milà per 0 a 1 a San Siro, la segona victòria consecutiva de l'Inter en la competició.

## Palmarès
Benfica
- Primera Divisió: 1959–60, 1960–61, 1963–64, 1964–65
- Taça de Portugal: 1958–59, 1961–62, 1963–64
- Copa d'Europa: 1960–61, 1961–62
- Subcampió de la Copa Intercontinental: 1961[3]